# Fontaine São Miguel
 (janvier 2023).
La fontaine de São Miguel, également connue sous le nom de Chafariz do Anjo São Miguel, Chafariz da Sé et Fonte de São Miguel o Anjo, est une fontaine historique de Porto, au Portugal. Elle est située à côté de la cathédrale de Porto.
La fontaine qui a probablement été construite au XVIIIe siècle sur le projet de Niccolo Nasoni, est classée immeuble d'intérêt public depuis 1926.
Le nom de la fontaine, qui contient un cadre en fer forgé, ainsi qu'un bas-relief en marbre, vient d'une statue au sommet qui représente l'ange Saint Michel (São Miguel en portugais).